# William Murphy
William Parry Murphy (ur. 6 lutego 1892 w Stoughton, zm. 9 października 1987) – amerykański lekarz, laureat Nagrody Nobla.

## Życiorys
Kształcił się w prywatnych szkołach średnich w Wisconsin i Oregonie, a następnie na Uniwersytecie Oregonu. Studia ukończył w 1914 i przez następne dwa lata nauczał fizyki i matematyki w szkołach średnich Oregonu. W tym samym czasie przez rok uczęszczał do Szkoły Medycznej Uniwersytetu Oregońskiego w Portland, gdzie służył jako asystent w laboratorium oddziału anatomii. W okresie letnim uczęszczał na przyśpieszone kursy do Szkoły Medycznej w Chicago. W 1919 uzyskał stypendium Williama Stanislausa Murphy’ege od Szkoły Medycznej Uniwersytetu Harvarda w Bostonie. Stypendium te pobierał przez trzy lata i w 1922 uzyskał stopień doktora medycyny.
Przez dwa kolejne lata pracował jako lekarz domowy przy Rhode Island Hospital oraz jako asystent lekarza głównego w Peter Bent Brigham Hospital pod okiem profesora Henry A. Christiana. Po osiemnastu miesiącach został młodszym asystentem medycznym w szpitalu.
W 1924 William Murphy został asystentem medycznym na Harvardzie. W latach od 1928 do 1958 wspinał się na kolejne szczeble kariery uczelnianej, poczynając od instruktora – asystenta wykładowcy po wykładowcę honorowego, tytuł który uzyskał w 1958.

## Badania
W 1923 William Parry Murphy, po odbyciu praktyki medycznej, rozpoczął badania nad cukrzycą i chorobą krwi. Jego badania nad anemią przyniosły efekty. Dla leczenia anemii i niedokrwistości niedobarwliwej oraz wydzielenia granulocytów użył zastrzyku domięśniowego z fragmentu wątroby. Wraz z George’em Richardsem Minotem i George’em Whipple’em w 1934 otrzymał Nagrodę Nobla w dziedzinie fizjologii i medycyny za wprowadzenie pierwszej skutecznej metody leczenia niedokrwistości złośliwej surową wątrobą. W 1939 napisał na ten temat książkę pt. Anemia w praktyce:Szkodliwość Anemii.

## Życie prywatne
William Murphy poślubił Pearl Harriett Adams 10 września 1919 i miał syna dr. Williama P. Murphy, Jr. oraz córkę, Priscilla Adams, która zmarła w 1936.

## Nagrody i wyróżnienia
William Murphy był konsultantem w kilku szpitalach miejskich. Otrzymał liczne nagrody i wyróżnienia, w tym:
- nagrodę Cameron Prize od Uniwersytetu Edynburskiego, razem z George’em Minotem, za prace nad anemią w 1930
- brązowy medal Amerykańskiego Towarzystwa Medycznego dla jego modelu przedstawiającego metody leczenia anemii z ekstraktu wątroby (1934)
- Order Białej Róży Finlandii przyznany w 1934
- Międzynarodowy Order za zasługi – Order of Merit, przyznany na Kubie w 1952.

Prócz odznaczeń Murphy posiadał tytuły honorowego członka wielu instytucji naukowych w tym Niemieckiej Akademii Przyrodników – Leopoldina (Deutsche Akademie der Naturforscher Leopoldina).

## Publikacje
- William P. Murphy, Julius G. Getman, James E. Jones, Jr., Cases and Materials on Discrimination in Employment, wyd. West Pub. Co, 1987, ISBN 0-314-26129-X.